# Sárga nyír
A sárga nyír (Betula alleghaniensis) a nyírfafélék családjába tartozó, Észak-Amerika keleti részén elterjedt faj.

## Leírás
Terebélyes, oszlopos, 30 m magas lombhullató fafaj. Kérge sárgásbarna, övszerűen hámló.
Levelei tojásdadok, keskenyek, 5 cm szélesek, hosszuk meghaladja a 10 cm-t. Kihegyesedők, fogazott szélűek. Felszínük sötétzöld, fénytelen, fonákjuk világosabb.Ősszel sárgára színeződnek, a hajtások megdörzsölve illatosak.
A virágok tavasszal nyílnak, a sárga porzós barkák 10 cm hosszúak, a termősek vöröseszöldek.
A termős barka vaskos, felálló, ami érés után apró, szárnyas makkokra esik szét.

## Képek
- Kérge
- termőhelyén
- Habitusa
- Levele és barkái
- Elterjedése